# Gabriel Blanca
Gabriel Blanca López (Torredelcampo, provincia de Jaén, 1954) es un profesor, botánico y destacado taxónomo español.
Ha desarrollado parte de su actividad académica y científica en la Universidad de Granada, dando énfasis a la flora de Andalucía Oriental y al estudio de su flora amenazada.

### Artículos
BLANCA G., BEN-MENNI SCHULER S., BLANCA, H., CUETO M., FUENTES J., ORTEGA-OLIVENCIA A. & SUÁREZ-SANTIAGO V.N. (2024). A new plant genus and species from south-eastern Spain: Castrila latens (Rubieae, Rubiaceae). Taxon 73(4): 1001-1015.
BLANCA G., CUETO M., FUENTES J., GUTIÉRREZ, L., SÁEZ, L. & BRUNO NAVARRO F. (2023). Linaria sagrensis (Plantaginaceae), a new high mountain species from the SE Iberian Peninsula. Nordic Journal of Botany e04022: 1-16.
BLANCA G., CUETO M. & FUENTES J. (2022). Linaria subbaetica (Plantaginaceae), a new species from the south of the Iberian Peninsula. Phytotaxa 530(2): 163-176.
BEN-MENNI SCHULER S., HAMZA H., BLANCA G., ROMERO-GARCÍA A.T. & SUÁREZ-SANTIAGO V.N. (2022). Phylogeographical Analysis of a Relict Fern of Palaeotropical Flora (Vandenboschia speciosa): Distribution and Diversity Model in Relation to the Geological and Climate Events of the Late Miocene and Early Pliocene. Plants 11, 839: 1-23.
BLANCA G., CUETO M., FUENTES J. & ORTEGA OLIVENCIA A. (2021). Claiming a Boissierian species of Asperula (Rubiaceae), but under a new name: Galium pierredmondii. Phytotaxa 487(3): 251-262.
BEN-MENNI SCHULER S., LÓPEZ-PUJOL J., BLANCA G., VILATERSANA R., GARCÍA-JACAS N. & SUÁREZ-SANTIAGO V.N. (2019). Influence of the Quaternary Glacial Cycles and the Mountains on the Reticulations in the Subsection Willkommia of the Genus Centaurea. Frontiers in Plant Science 10: 1-16. 
GUTIÉRREZ L., FUENTES J., CUETO M. & BLANCA G. (2019). Top ten de las plantas más amenazadas de Andalucía Oriental: taxones endémicos y no endémicos. Acta Botanica Malacitana 44: 5-33.
CUETO M., MELENDO, M., GIMÉNEZ E., FUENTES J., LÓPEZ CARRIQUE E. & BLANCA G. (2018). First updated checklist of the vascular flora of Andalusia (S of Spain), one of the main biodiversity centres in the Mediterranean Basin. Phytotaxa 339(1): 1-95.
BLANCA G., CUETO M. & FUENTES J. (2017). Teucrium teresianum sp. nov. (Lamiaceae) from southern Spain. Nordic Journal of Botany 35: 14-521.
BLANCA G., CUETO M. & FUENTES J. (2015). Sisymbrium isatidifolium (Brassicaceae): a new species from southern Sapin, and the identity of S. hispanicum Jacq. Phytotaxa 220(1): 43-53.
PÉREZ-GUTIÉRREZ M.A., ROMERO GARCÍA A.T., FERNÁNDEZ M.C., BLANCA G., SALINAS-BONILLO M.J. & SUÁREZ-SANTIAGO V.N. (2015). Evolutionary history of fumitories (subfamily Fumarioideae, Papaveraceae): An old story shaped by the main geological and climatic events in the Northern Hemisphere. Molecular Phylogenetics and Evolution 88: 75-92.
PÉREZ-GUTIÉRREZ M.A., ROMERO GARCÍA A.T., SALINAS M.J., BLANCA G., FERNÁNDEZ M.C. & SUÁREZ-SANTIAGO V.N. (2012). Phylogeny of the tribe Fumarieae (Papaveraceae s.l.) based on chloroplast and nuclear DNA sequences: evolutionary and biogeographic implications. American Journal of Botany 99(3): 517-528.
SUÁREZ-SANTIAGO V.N., SALINAS M.J., ROMERO-GARCÍA A.T., GARRIDO-RAMOS M.A., DE LA HERRÁN R., RUIZ-REJÓN C., RUIZ-REJÓN M. & BLANCA G. (2007). Polyploidy, the major speciation mechanism in Muscari subgenus Botryanthus in the Iberian Peninsula. Taxon 56(4): 1171-1184.
SUÁREZ-SANTIAGO V.N., SALINAS M.J., GARCÍA-JACAS N., SOLTIS P.S., SOLTIS D.E. & BLANCA G. (2007). Reticulate evolution in the Acrolophus subgroup (Centaurea L., Compositae) from the Western Mediterranean: Origin and diversification of section Willkommia Blanca. Molecular Phylogenetics and Evolution 43: 156-172.

### Libros
- Cabezudo Artero, B; S Talavera Lozano, G Blanca López, M Cueto Romero, B Valdés Castrillón, JE Hernández Bermejo, C Rodríguez Hiraldo, D Navas Fernández, C Vega Durán 2005. Lista Roja de la Flora Vascular de Andalucía. Sevilla, España. Ed. Consejería Medio Ambiente. 126. ISBN 84-96329-62-3. Descarga archivo PDF en línea.

- Bañares, Á; G Blanca, J Güemes, JC Moreno & S Ortiz (eds.) 2004. Atlas y Libro Rojo de la Flora Vascular Amenazada de España: Taxones Prioritarios. Madrid, España. Ed. Organismo Autónomo de Parques Nacionales, Ministerio de Medio Ambiente. Vol. 1. 583 pp. ISBN 84-8014-521-8. Descarga archivo PDF en línea.

- Blanca, G (editor), MR López Onieva, J Lorite, MJ Martínez Lirola, J Molero Mesa, S Quintas, M Ruiz Girela, M de los Á Varo, S Vidal 2001. Flora amenazada y endémica de Sierra Nevada. Ed. Editorial Universidad de Granada. Descarga archivo PDF en línea.

- Blanca G., Cabezudo B., Cueto M., Fernández López C. & Morales Torres C. (2009, eds.). Flora Vascular de Andalucía Oriental, 4 vols. Consejería de Medio Ambiente, Junta de Andalucía, Sevilla. ISBN obra completa: 978–84–92807–12–3. Descarga archivo PDF en línea.

- Blanca G., Cabezudo B., Cueto M., Salazar C. & Morales Torres C. (eds.) (2011). Flora Vascular de Andalucía Oriental. 2ª Edición corregida y aumentada. 1751 pp. Editan las Universidades de Almería, Granada, Jaén y Málaga. ISBN Universidad de Granada: 978–84 –338–5217–5. Universidad de Almería: 978–84–8240–983–2. Universidad de Jaén: 978–84–8439–582–9. Universidad de Málaga: 978–84–9747–346–0. Descarga archivo PDF en línea.

- La abreviatura «Blanca» se emplea para indicar a Gabriel Blanca como autoridad en la descripción y clasificación científica de los vegetales.[1]